# بوئنوس آیرس
بوئنوس آیرس (Buenos Aires) پایتخت کشور آرژانتین و بزرگ‌ترین شهر و بندر آن است. این شهر در ساحل جنوبی ریو دلا پلاتا، و بر روی ساحل جنوب شرقی قاره آمریکای جنوبی و مقابل شهر کولونیا دل ساکرامنتو در اروگوئه واقع شده‌است.
بوئنوس آیرس که به شدت تحت تأثیر فرهنگ اروپا قرار گرفته، به خاطر معماری، زندگی شبانه، و فعالیت‌های فرهنگی اش سرشناس است. این شهر همچنین یکی از ثروتمندترین شهرهای آمریکای لاتین است، که در آن بیشتر طبقه متوسط اجتماعی و نیز ساکنانی که دارای تحصیلات عالی هستند، زندگی می‌کنند.
بوئنوس آیرس پس از درگیری‌های داخلی در قرن نوزدهم، در ۱۸۸۰ از استان بوئنوس آیرس خارج شد تا توسط دولت فدرال اداره شود. محدوده‌های شهر نیز گسترش یافت تا شامل شهرهای سابق بلگرانو و فلورس شود.
گاهی از این شهر به عنوان «پایتخت فدرال» یاد می‌کنند تا آن را از استانی با این نام متمایز سازد. در اصلاحات ۱۹۹۴ قانون اساسی آرژانتین، این شهر یک شهر خودمختار معرفی گردید، از این رو عنوان رسمی آن «شهر خودمختار بوئنوس آیرس» است.

## تاریخچه
دریانورد اسپانیایی، خوآن دیاز دسولیس نخستین مرد اروپایی بود که در سال ۱۵۱۶، به ریودولاپلاتا رسید، اما مأموریت وی در اثر حمله‌ای که در آن به وسیله قبیله بومی چارووا یا گوآرانی کشته شد، زود به پایان رسید.
این شهر در ابتدا تحت عنوان «شهربانوی ما با هوای مطبوع» توسط یک جوینده طلای اسپانیایی به نام پدرو د مندوسا، بنیان‌گذاری شد. این نام توسط کشیش مندوسا که یک پیرو پروپاقرص ویرجین دو بوناریاً (بانوی ما از نسیم‌های ملایم) از کالیاری، ساردینیا بود، انتخاب شد. امروزه، مکان شهر مندوسا بخش سان تلمو در جنوب بخش مرکزی شهر واقع است.
حملات فراوان مردم بومی، اقامت کنندگان در این ناحیه را بیرون راند و در سال ۱۵۴۱ این مکان خالی از سکنه شد. اقامت دوم (و دائمی) در سال ۱۵۸۰ از سوی خوآن دگارای صورت گرفت که از شهر آسونسیون (هم‌اکنون پایتخت پاراگوئه) در کنار رود پارانا لنگر انداخت.

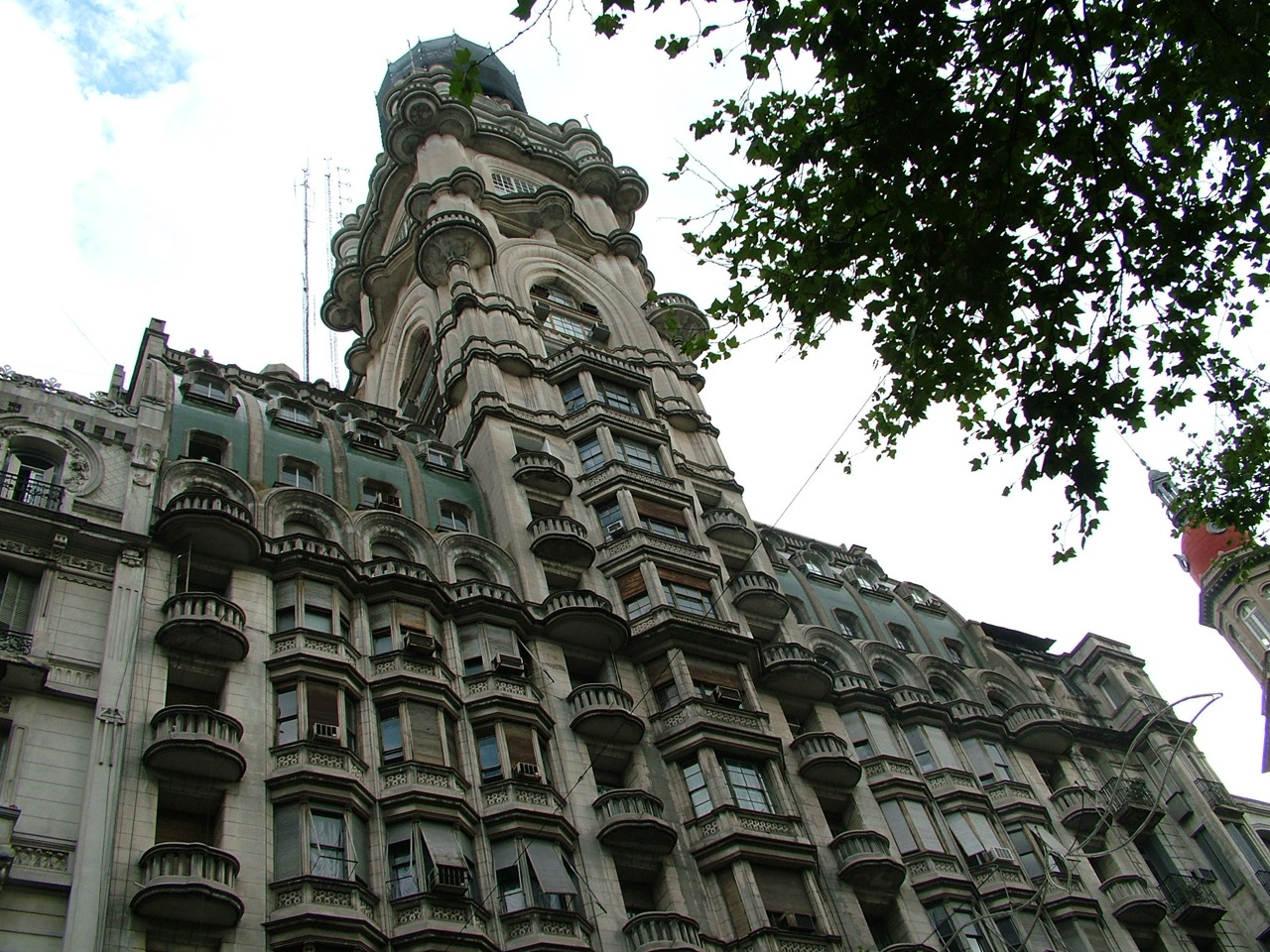
قصر بارولو در خیابان دومایو

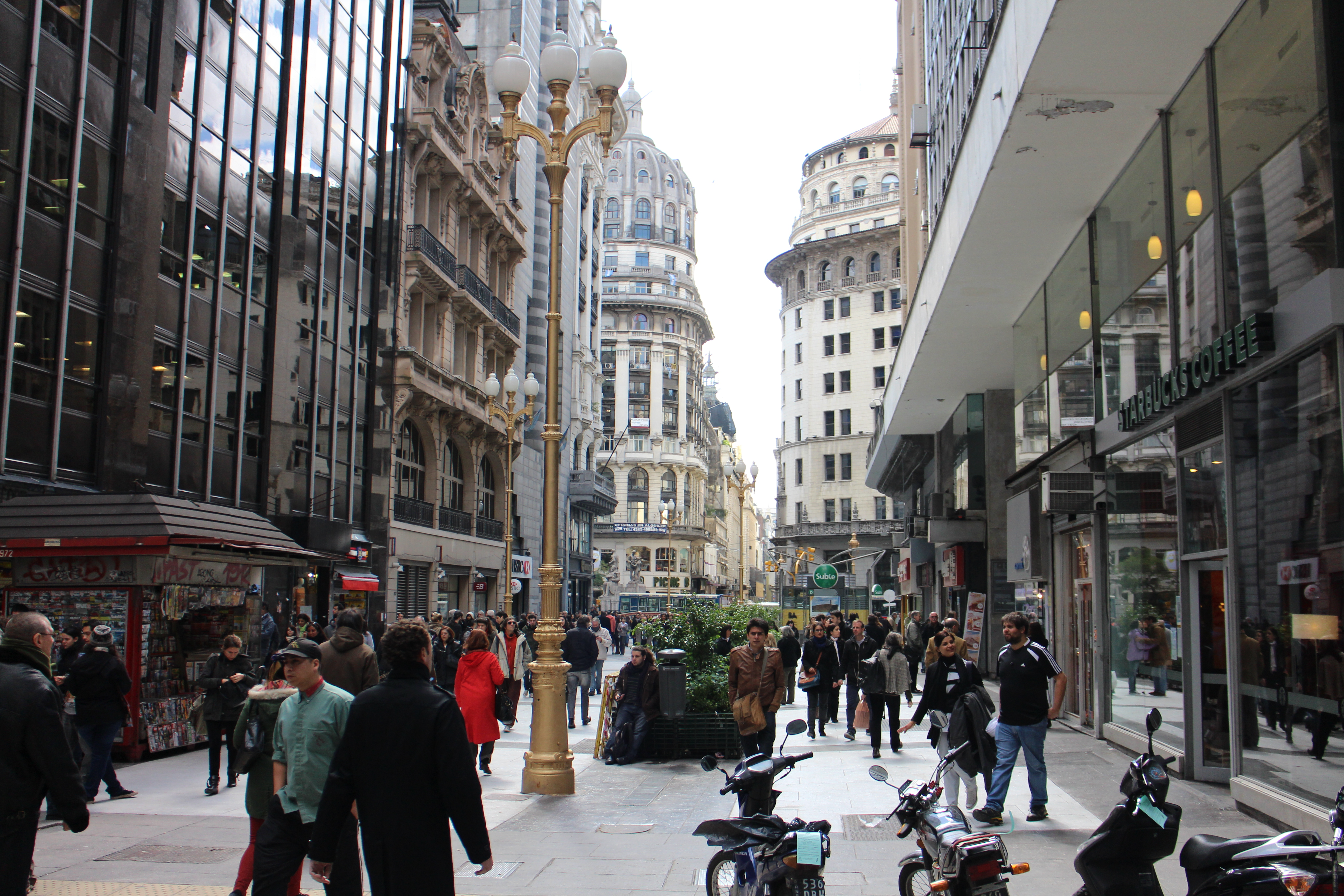
بسیاری از ساختمان‌های واقع‌شده در خیابان فلوریدا در هستهٔ شهر بوئنوس آیرس، در سبک معماری آرت دکو و هنر نو ساخته شده‌اند.

از همان روزهای اولیه، موفقیت بوئنوس آیرس به تجارت بستگی داشت. بیشتر طی قرون ۱۷ ام و ۱۸ ام، اسپانیا اصرار داشت که تمام تجارت با اروپا ابتدا از شهر لیما، پرو بگذرد تا مالیات در آنجا جمع‌آوری شود. این طرح موجب آشفتگی تجار بوئنوس آیرس شد، و یک گروه پویای صنعتی و مخالف (علیه آنها) تشکیل شد. شگفتی نداشت که این عمل موجب القاء ناراحتی در میان «بندر نشینان» نسبت به مقامات اسپانیائی گردید.
چارلز سوم از اسپانیا، با احساس بی‌ثباتی به سرعت محدودیت‌های تجاری را رفع نمود و بالاخره در اواخر سال‌های ۱۷۰۰ بوئنوس آیرس را به عنوان یک بندر باز (آزاد) اعلام نمود. این اقدامات آرام‌کننده، اثر مطلوب خود را نداشت و «بندرنشینان»، که برخی از آن‌ها از ایدئولوژی انقلاب فرانسه آگاه بودند، حتی بیشتر متمایل بودند تا از اسپانیا مستقل شوند.
طی حملات بریتانیا به ریودولاپلاتا، نیروهای بریتانیا دو بار در سال ۱۸۰۶-؛ ۱۸۰۷ به بوئنوس آیرس حمله نمودند، اما توسط شبه نظامیان محلی عقب رانده شدند. سرانجام در ۲۵ می۱۸۱۰، زمانی که اسپانیا مشغول جنگ شبه قاره‌ای بود و پس از بحث‌هایی آرام، شهروندان در بوئنوس آیرس با موفقیت فرمانفرمای اسپانیایی را خلع نموده و یک دولت استانی تأسیس نمودند. این تاریخ هم‌اکنون به عنوان یک تعطیل ملی (روز انقلاب می) جشن گرفته می‌شود. استقلال رسمی از اسپانیا در سال ۱۸۱۶ اعلام گردید و اولین رئیس‌جمهور آن ۱۰ سال بعد تعیین گردید. هنوز هم بعد از گذشت بیش از ۲۰۰ سال جو سیاسی کشورهای آمریکایی مخصوصاً آمریکای لاتین و مشخصاً آرژانتین بی‌ثبات و متزلزل است.
از لحاظ تاریخی، بوئنوس آیرس از لحاظ ایده‌های لیبرال و تجارت آزاد، مرکز اصلی آرژانتین بوده‌است، در حالی که بسیاری از ایالات به ویژه در شمال غرب، از دیدگاه محافظه کارتر کاتولیک نسبت به مسائل سیاسی و اجتماعی حمایت می‌کنند. بسیاری از تنش‌ها در طول تاریخ آرژانتین و با شروع درگیری‌های فدرالگرا- مرکز گرا در قرن ۱۹ ام رخ داده که به این دیدگاه‌های متضاد برمی گردد.
این شهر در قرن۱۹ ام، در دو مناسبت (خاص) دچار محاصره‌های دریایی شد: اولی از سال ۱۸۳۸ تا ۱۸۴۰ به وسیله فرانسه، و بعدی از طریق اتحاد انگلیسی- فرانسوی از سال ۱۸۴۵ تا۱۸۴۸. هر دو محاصره در تسخیر این شهر ناکام ماندند، و قدرت‌های بیگانه سر انجام از خواسته‌هایشان منصرف شدند.
طی بیشتر سال‌های قرن ۱۹، موقعیت سیاسی این شهر به عنوان یک موضوع حساس حفظ شد. این شهر به عنوان پایتخت ملی برای بسیاری از مردم، قبلاً مرکز استان بوئنوس آیرس شده بود، و به مدت هفت سال از سال ۱۸۵۳ تا ۱۸۶۰، این شهر مرکز ایالات جدا شده بوئنوس آیرس بود. این موضوع بیشتر در میدان جنگ مطرح شد، تا این که این مسئله در سال ۱۸۸۰ درحالی که این شهر پایتخت اعلام شده ملی| فدرال شدن بوئنوس آیرس شد، از استانی با همین نام جدا شد، و کرسی دولت فدرال گردید، که در آن شهردار توسط رئیس‌جمهور منصوب شد. امروزه، کاخ سرخ، مرکز دولت ملی و رئیس‌جمهوری است.

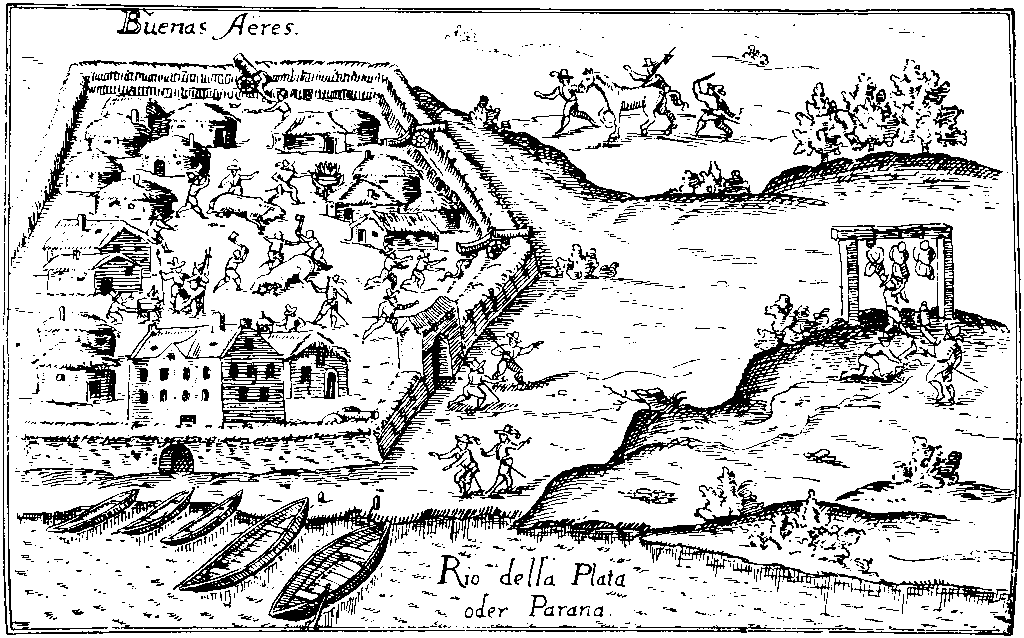
نقشه بوئنوس آیرس در دهه ۱۵۳۰

احداث راه‌آهن حدود پایان قرن نوزدهم قدرت اقتصادی بوئنوس آیرس را که مواد خام را به داخل کارخانه‌ها سرازیر می‌نمود، افزایش داد و این شهر به یک شهر پایتختی و چند فرهنگی تبدیل شد که با پایتختهای اصلی اروپایی رقابت می‌کرد؛ مثلاً، تئاترو کلون، یکی از عالی‌ترین عرصه‌های اپرا در جهان بود. خیابان‌های اصلی این شهر در آن سال‌ها ساخته شدند، و طلیعه قرن بیستم شاهد احداث بلندترین ساختمان‌های جدید آمریکای جنوبی و اولین شبکه سریع ترابری| تراموا در این شهر بود.
تا دهه ۱۹۲۰، بوئنوس آیرس به یک مقصد دلخواه برای مهاجرین از اروپا تبدیل شد، و علاوه بر آن از ایالات فقیر تر و کشورهای همسایه، و حلبی آبادهای بزرگی در اطراف نواحی صنعتی شهر شروع به رشد کردند که به مشکلات بزرگ اجتماعی منجر شد.
بوئنوس آیرس گهواره پرونیسم بوده: تظاهرات افسانه‌ای کنونی در ۱۷ اکتبر ۱۹۴۵ که در میدان می‌برگزار شد. کارگران صنعتی از کمربند بزرگ‌تر صنعتی بوئنوس آیرس تاکنون از ایده اصلی پرونیسم پشتیبانی نموده‌اند، و میدان می‌به مکانی برای تظاهرات و بسیاری از حوادث سیاسی کشور تبدیل گردید.
در ۱۶ ژوئن ۱۹۵۵، قیام نظامی موجب برکناری رئیس‌جمهور پرون شد، سه ماه بعد (نگاه به «انقلاب آزادی‌خواهی») منطقه میدان می‌بمباران شد، که منجر به کشته شدن ۳۶۴ غیرنظامی گردید (نگاه به «بمباران در میدان می»). این تنها دفعه‌ای بود که شهر از هوا مورد حمله قرار گرفت.
در دهه ۱۹۷۰، لین شهر دچار مبارزه بین جنبش‌های انقلابی جناب چپ (توده‌ای‌ها، ارتش انقلابی خلق E.R.P و F.A.R) و گروه شبه نظامی جناح راست (اتحاد ضد کمونیست آرژانتین) شد که توسط ایزابل پرون حمایت می‌شد که در سال ۱۹۷۴ پس از مرگ خوآن پرون رئیس‌جمهور آرژانتین شد.
کودتای نظامی سال ۱۹۷۶، به رهبری خورخه رافائل ویدلا، تنها این درگیری را تشدید نمود؛ بین ۱۰۰۰۰ تا ۳۰۰۰۰ نفر ناپدید شدند، و مردم طی سال‌های استقرار گروه‌های مخفی، توسط نظامیان ربوده و کشته می‌شدند.
بر اساس برخی برآوردها، تا حدود ۱۰۰۰۰۰ فر در مراکز غیرقانونی بازداشت و اردوگاه‌های متمرکز طی آن سال‌ها نگهداری می‌شدند. تظاهرات ساکت مادرانشان (مادران میدان می) به عنوان تصویری بارز از زحماتی است که آرژانتین طی آن سال‌ها متحمل شده‌است.
در دو مناسبت پاپ ژان پاول دوم از این شهر دیدار نموده‌است، یکی در سال ۱۹۸۲، در طی آغاز جنگ فالکلند-مالویناس، و دیدار دوم در سال ۱۹۸۷ که جمعیتی در آن گرد آمده بودند که تا آن زمان، آن شهر به خود ندیده بود.
در ۱۷ مارس ۱۹۹۲، بمبی در سفارت اسرائیل در بوئنوس آیرس منفجر شد که ۲۹ کشته و ۲۴۲ مجروح داشت. انفجار دیگری در ۱۸ ژولای ۱۹۹۴، درساختمان مسکونی چند سازمان یهودی رخ داد که ۸۵ کشته و تعداد بیشتری نیز مجروح به دنبال داشت.
در سال ۱۹۹۶، تحت اصلاحات قانون اساسی آرژانتین در سال ۱۹۹۴، این شهر رژیم خودگردان خود را به دست آورد، و اولین انتخابات شهرداری خود را برگزار نمود (عنوان رسمی آن به «رئیس حکومت» تغییر یافت). برنده آن (که بعداً رئیس‌جمهور شد) فرناندو دلاروآ بود.
در ۳۰ دسامبر ۲۰۰۴، آتش‌سوزی در تالار کنسرت جمهوری کرومانیون اتفاق افتاد که تقریباً ۲۰۰نفر در آن کشته شدند، و بزرگ‌ترین تراژدی غیرطبیعی در تاریخ آرژانتین بود. شهردار آنیبال ایبارا، به دلیل مسئولیتش در قبال غیر اجباری کردن مقررات ایمنی، و نیز به اصطلاح موضع سیاسی متزلزلش توسط قوه مقننه (مجلس) استیضاح| استیضاح شد، و در ۶ مارس ۲۰۰۶ برکنار گردید. معاون وی، خورخه تلرمن که از دسامبر۲۰۰۵ به عنوان شهردار فعالیت می‌کرد، این مقام را برعهده گرفت.

## دولت و سیاست

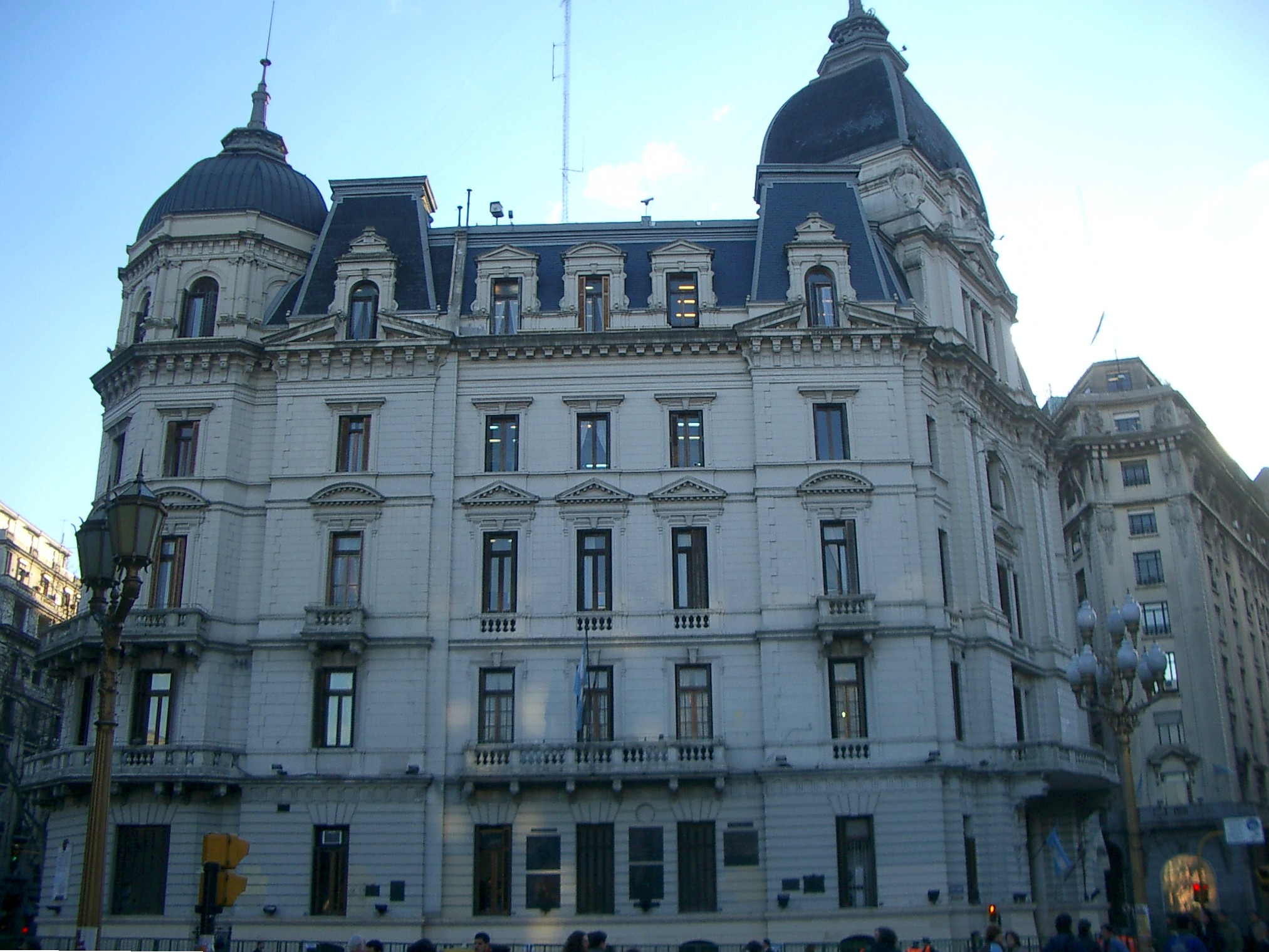
مقر دولت

در سال ۱۹۹۶، تحت اصلاحات قانون اساسی آرژانتین در سال ۱۹۹۴، این شهر رژیم خودگردان خود را به دست آورد، و اولین انتخابات شهرداری خود را برگزار نمود (عنوان رسمی آن به «رئیس حکومت» تغییر یافت). برنده آن (که بعدها رئیس‌جمهور شد) فرناندو دلاروآ بود.
آنیبال ایبارا، جانشین دلاروزا، در دو انتخابات برنده شد، اما در ۶ مارس ۲۰۰۶، در نتیجه آتش‌سوزی در تالار کنسرت جمهوری کرومانیون که به کشته شدن ۲۰۰نفر انجامید، وی استیضاح شد و نهایتاً برکنار گردید. خورخه تلرمن که تا دسامبر ۲۰۰۵ به عنوان شهردار فعالیت نموده بود، این پست را برعهده گرفت.

### هیئت نمایندگان ملی
در بوئنوس آیرس سنای آرژانتین وجود دارد که توسط سه سناتور (از اوت۲۰۰۶، رودولفو ترانیو، ماریا لیوزامون و ویلما ایبارا) ادره می‌شود. علاوه بر این، شهروندان بوئنوس آیرسی ۲۵ نفر از نمایندگان ملی را برای مجمع نمایندگان آرژانتین انتخاب می‌نمایند.

## بخش‌ها

۱۵ بخش بوئنوس آیرس

این شهر به ۴۸ «بخش» (نقاط حومه) برای مقاصد اداری تقسیم می‌شود. این تقسیم‌بندی اصولاً بر مبنای «بخش‌های» (بلوک‌های) کلیسای کاتولیک بوده، اما از دهه ۱۹۴۰ تاکنون دچار یک سری از تغییرات شده‌است.
طرح جدیدتر شهر را به ۱۵ «بلوک» تقسیم کرده‌است. تعدادی از بارزترین و معروفترین بخشها عبارت‌اند از: لابوکا، سان تلمو، رکولتا، پالرمو، و پوئرتو مادرو.

## جمعیت
مردم بوئنوس آیرس به عنوان «ویکت: پورتنیو| پورتنیوس» (بندر نشینان) معروفند، که بر اهمیت عمده تاریخی این بندر در توسعه شهر و کشور اذعان دارد.
حومه نشینان آن «بندر نشین» و برخی اوقات «بوئنوس آیرسی» (نام مردمی استان بوئنوس آیرس) نامیده می‌شوند.

## داده‌های سرشماری

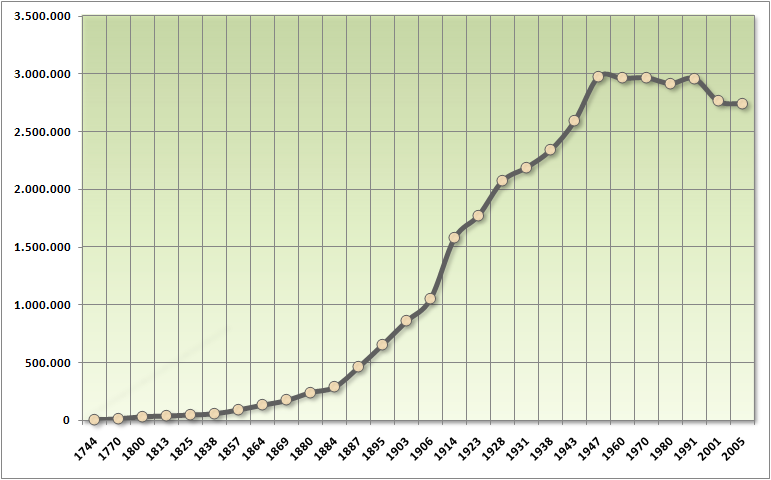
رشد جمعیت از سال ۱۷۴۰ تاکنون

بر طبق سرشماری، این شهر درست ۲٬۷۷۶٬۱۳۸ نفر جمعیت دارد، در حالی که کلانشهر بزرگ‌تر بوئنوس آیرس بیش از ۴/۱۲ میلیون سکنه دارد.
جمعیت خود شهر از اواخر دهه ۱۹۶۰ در اثر نرخ پایین موالید و مهاجرت کند به حومه شهر، راکد مانده‌است.

## اصالت (نژاد)

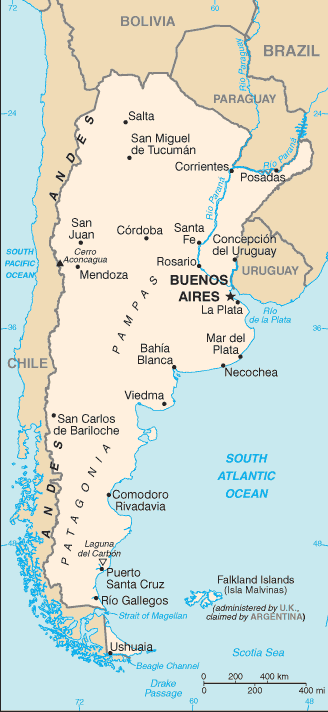

بیشتر «بندرنشینان» دارای ریشه‌های اروپایی و به‌طور عمده با اعقاب اسپانیایی و ایتالیایی هستند که بیشتر از گالیسیای اسپانیا، نواحی باسک اسپانیا و کالابریایی، لیوریایی، و نواحی پدیمونت و ناپل ایتالیا می‌باشند.
دیگر نژادهای اروپایی در آن عبارتند از آلمانی، پرتغالی، لهستانی، ایرلندی، فرانسوی، کرواسی و انگلیسی.
در دهه ۱۹۹۰، موج کوچکی از مهاجرت از سوی رومانی و اوکراین در آن وجود داشت.
اقلیت کوچکی از گروه قدیمی مردم دورگه نیز که حضورشان به روزهای استعماری اسپانیا بازمی‌گردد وجود دارند. جمعیت «دورگه» و اسپانیایی‌تبار در شهر به‌طور عمده در نتیجه مهاجرت از کشورهای نزدیک همچون بولیوی، پرو و پاراگوئه از نیمه دوم قرن بیستم افزایش یافته‌است. جوامع مهم عربی (بیشتر سوری- لبنانی) و ارمنی نقش مهمی را در بازرگانی و زندگی شهری از شروع قرن بیستم در این شهر داشته‌اند.
جمعیت جامعه یهودیان بوئنوس آیرس، به حدود ۲۵۰هزار نفر می‌رسد که بزرگ‌ترین جامعه یهودی در آمریکای لاتین است. بیشتر آن‌ها از تیره اشکنازی اروپای غربی، با اقلیت سفاردیم و بیشتر از اعقاب سوری هستند.
اولین جامعه عمده آسیایی در بوئنوس آیرس، ژاپنی‌ها هستند، از جمله تعداد عمده‌ای از اوکیناوا؛ از دهه ۱۹۷۰ جریان مهاجرت مهمی از سوی چین و کره به این منطقه وجود داشته‌است.

## مذهب
بیشتر ساکنان آن مسیحیان کاتولیک رمی هستند. بوئنوس آیرس کرسی اسقفی پایتختی کاتولیک رمی (که سراسقف آرژانتین است) و نیز چند سلسله مراتب از ارتودوکس شرقی و آنگلیکان است. کلیساهای انجیلی به‌طور پیوسته از دهه ۱۹۸۰ در این کشور افزایش یافته‌اند.
جوامع قابل توجه یهودیت|یهودی و مسلمان به مدت ۱۰۰ سال است که در این شهر وجود داشته‌اند. بوئنوس آیرس موطن بزرگ‌ترین جامعه یهودی آمریکای لاتین می‌باشد.

## اقتصاد
بوئنوس آیرس شاهراه اقتصادی، صنعتی، بازرگانی و فرهنگی آرژانتین است. بندر آن یکی از پرکارترین نمونه‌ها در جهان است. جمع‌آوری مالیات در گذشته سبب مشکلات سیاسی در تاریخ آرژانتین شده‌است؛ رودخانه‌های قابل کشتیرانی از طریق ریودولاپلاتا این بندر را به شمال شرق آرژانتین؛ برزیل، اروگوئه و پاراگوئه متصل می‌کند. در نتیجه، آن به عنوان یک شاهراه توزیع برای ناحیه وسیعی از منطقه جنوب‌شرقی قاره محسوب می‌شود.
«پامپا هومدا» در غرب بوئنوس آیرس، حاصلخیزترین ناحیه کشاورزی آرژانتین است. (برخلاف آن ناحیه خشک جنوبی پامپا، بیشتر به عنوان مراتع گله‌ها استفاده می‌شود)
گوشت، لبنیات، غلات، تنباکو، پشم و فراورده‌های پوستی در ناحیه بوئنوس آیرس تولید و فرآوری می‌شوند. دیگر صنایع مهم اتومبیل سازی، پالایش نفت، فلزکاری، ماشین‌سازی، و تولید منسوجات، مواد شیمیایی، پوشاک و نوشیدنی هستند.

## فرهنگ
تئاتر کلون یکی از بزرگ‌ترین خانه‌های اپرای جهان است. در این اپرا گروه‌های متعدد ارکستر سمفونی و گروه‌های همخوانی وجود دارد. این شهر موزه‌های متعددی دارد که به تاریخ، هنرهای تجسمی، هنرهای نوین، هنرهای تزئینی، هنرهای عامه، هنر مقدس، هنرها و صنعتها، تئاتر و موسیقی عامه، و نیز خانه‌هایی محافظت شده از گردآوران هنری، نویسندگان، تدوینگران و هنرمندان، مربوط می‌شود. این مرکز مأوایی است برای کتابخانه‌های عمومی و انجمنهای فرهنگی و نیز بزرگ‌ترین محل تمرکز تئاترهای فعال در آمریکای لاتین. این شهر دارای یک باغ وحش و باغ پرورش گیاه بوئنوس آیرس معروف در جهان، تعداد زیادی پارک و میدان دارای مناظر، و علاوه برآن کلیساها و اماکن مذهبی از همه فرقه‌ها است که بسیاری از آن‌ها از لحاظ معماری اهمیت شایان توجهی دارند.

### زبان
آرژانتینی‌ها به لهجه خود در اسپانیایی به عنوان «کاستیانو» اشاره می‌کنند که در بوئنوس آیرس (و نیز در شهرهای دیگر نظیر روزاریو و مونته ویدئو، اروگوئه) با عناوین «بوسئو»، «ئیسمو» و نیز با تنفس ادا کردن یا انداختن سیلاب زبانی مختوم به «s-» شناخته می‌شود. این زبان به شدت تحت تأثیر گویش‌های اسپانیولی اندلس و مورسیا قرار گرفته، و برخی اوقات به عنوان زبان ریوپلاتنز اسپانیایی شناخته می‌شود.
«لوفاردو» یا زبان زرگری در داخل جمعیت زندانی ریشه دارد، و و بین تمامی «بندرنشینان» شایع شده‌است. لوفاردو از گویش‌های ایتالیایی، پرتقالی برزیلی، از ریشه آفریقایی و کارائیبی و حتی از انگلیسی گرفته شده؛ و شگردهایی را همچون واژگون‌سازی سیلاب‌های یک کلمه بکار می‌گیرد. امروزه، لوفاردو عمدتاً امروزه در شعرهای بزمی تانگو شنیده می‌شود؛ و زبان محاوره‌ای نسل‌های جوان‌تر از آن تکامل یافته‌است.
در اوایل قرن ۲۰ ام، آرژانتین میلیون‌ها نفر مهاجر را جذب نمود، که تعدادی از آن‌ها ایتالیایی بودند که بیشتر به گویش‌های محلی (بیشتر یناپلی، سیسیلی و ینوئا) تکلم می‌نمودند. سازگاری آن‌ها با زبان اسپانیایی تدریجی بود، که یک زبان دورگه از گویش‌های ایتالیایی ایجاد می‌نمود و در زبان اسپانیایی کوکولیچ نامیده می‌شد، و بیشتر در اوایل قرن بیستم شنیده می‌شود؛ کاربرد آن در حدود دهه ۱۹۵۰ بوده، و امروزه بیشتر از آن یک یادگار باقی مانده‌است.
چون بسیاری از مهاجران اسپانیایی از گالیچیا بودند، تا حدی که اسپانیایی‌ها هنوز «گالیگوس» (گالیچیایی) نامیده می‌شوند، زبان گالیچیایی، سبک آشپزی و فرهنگ آن‌ها حضور عمده‌ای در این شهر در بیشتر سال‌های قرن بیستم داشته‌است. در سال‌های اخیر، اعقاب مهاجران گالیچیایی در موسیقی سلتیک به سوی وسیله موسیقی پیشرفت سریع (یا جهش کوچک) هدایت شده‌اند (که درمیان سنتهای ولزی پاتگونیا در آرژانتین بارز است).
تا دهه ۱۹۶۰، زبان عبری اروپایی معمولاً در بوئنوس آیرس شنیده می‌شد، به خصوص در پوشش همسایگی بالوانرا و ویلا کرسپو. زبان کره‌ای و زبان چینی از دهه ۱۹۷۰ در این شهر به‌طور عمده مشاهده می‌شد. بیشتر مهاجران جدیدتر به سرعت زبان اسپانیایی را آموخته و با زندگی شهری سازگاری می‌یابند.

### موسیقی
موسیقی تانگو در حومه‌های شهر متولد شد، به خصوص در روسپی خانه‌های بخش «خنینی لاواله» و در «آرابالز» (حومه‌های فقیرتر). حرکات مهیج رقص آن محترمانه به نظر نمی‌رسید تا آن که در دهه ۱۹۲۰ به وسیله جامعه پاریسی از طبقه بالا، هماهنگی یافت و سپس به تمام دنیا منتشر گردید. در بوئنوس آیرس، مدارس رقص تانگو (تحت عنوان «دانشکده») معمولاً کمتر تأسیس می‌شوند.
در آغاز دهه ۱۹۲۰، سبک موسیقی تانگو در بوئنوس آیرس به سبکی پیچیده تکامل یافت. در روزهای اوج خود، تانگو دارای ارکسترهای مشهور متعددی بود که توسط افرادی همچون آنیبال ترویلو و خوآن دآرینزو، هدایت می‌شد و خوانندگان آ «کارلوس گاردل و ادموندو ریورو بودند. تانگو در اثر سبک آستور پیازولا و توسعه سبک تانگوی نوین وی در اواخر قرن در مشهوریت جهانی خود از یک نوع احیای مجدد برخوردار گردید.
بوئنوس آیرس در ۱۱ دسامبر هر سال، «روز تانگو» سالانه برگزار می‌کند.
در سن تلمو، یکشنبه‌ها به نمایش‌های تانگو در خیابان‌ها و مرکز تجاری عتیقه جات در بازارهای اطراف میدان دورگو اختصاص می‌یابد. نمایش‌های تانگو را در موسساتی همچون «انبار ال وییخو» ریوروس می‌توان یافت.

### متفرقه

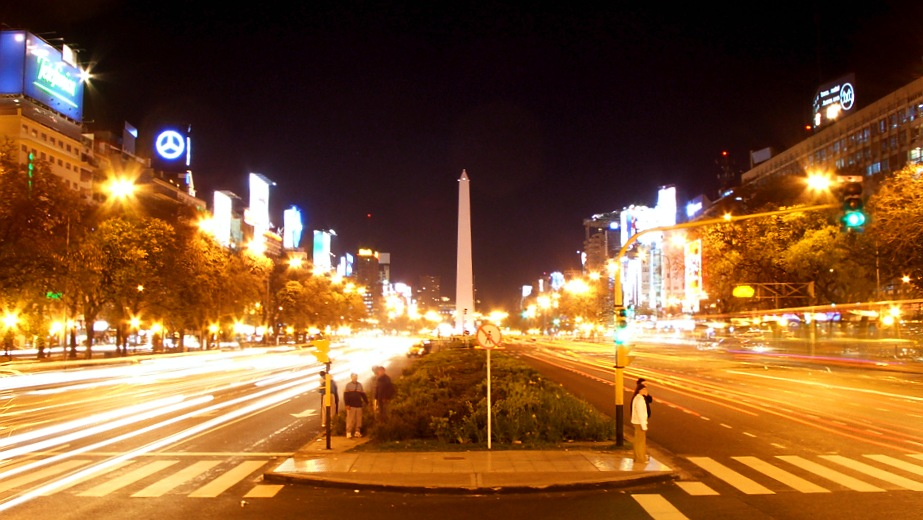
خیابان جدید خولیو، پهن‌ترین خیابان جهان. نام آن به افتخار روز استقلال آرژانتین (۹ جولای، ۱۸۱۶) نهاده شد.

بوئنوس آیرس وطن نویسندگان آرژانتینی مانند لئوپولدو لوگونز، خورخه لوئیس بورخس، پاول گروساک، مانوئل موجیکا لاینز، آدولفو بیوی کازارس، ارنستو ساباتو، لئوپولدو مارکال، ویکتوریا اوکامپو، و خولیو کورتاسار (که بیشتر دوره نویسندگی اش را در پاریس گذرانده) است. شخصیت‌های جهانی که در بوئنوس آیرس زندگی کرده‌اند عبارت‌اند از رنه گوسینکی، مارسل دوشامب، ویتولد گومبروویتز، جری ماسوسی، رومولا نیجینسکا، روزا چاکل، آنتوان دوسن اگزوپری و یوجین اونیل، و نیز تجاری چون ژان اس. رید و اریستوتل اوناسیس.
طی دوران جنگ داخلی اسپانیا و پس از آن، بوئنوس آیرس میزبان پناهندگان متعددی بوده از جمله فیلسوف خوزه اورتگا وای گاست و تصنیف گر، مانوئل دفالاکه بعدها به کوردوبا منتقل شدند.
لوکا پرودان در دهه ۱۹۸۰از انگلیس به این شهر آمد و عضوی از موسیقی راک آرژانتین شد.
دانشگاه بوئنوس آیرس یکی از موسسات سرآمد آموزشی در آمریکای جنوبی است، و پنج برنده جایزه نوبل تربیت نموده و برای دانشجویان از سراسر دنیا آموزش رایگان فراهم ساخته‌است.
بیشتر سال‌های قرن بیستم، بوئنوس آیرس پایتخت فرهنگی جهان اسپانیولی زبان بوده، و بسیاری از «بندرنشینان» ثروتهای خود را به رخ کشورهای خارجی کشیده‌اند. این موجب شده تا نمونه افراد آرژانتینی به عنوان افرادی بالنده و مغرور شناخته شوند که در میان آمریکای لاتین شایع شده‌است؛ برخی (خصوصاً اهالی کشور اروگوئه) بین «بندرنشینان» و «استانی‌ها» (مردم ایالات)، که از این خصوصیت مستثنا هستند، تمایز قائل می‌شوند.
بوئنوس آیرس به ویژه در مدرسه (عالی) لاکانیان، یک مرکز اصلی برای تحلیل روانکاوی دارد.
شاهزاده ماکسیما از هلند در بوئنوس آیرس متولد شده که ماکسیما زورگوئیتا سروتی متولد ۱۷می ۱۹۷۱، همسر شاهزاده ویلم الکساندر از هلند، وارث بارز سلطنت در هلند می‌باشد.

## جهانگردی

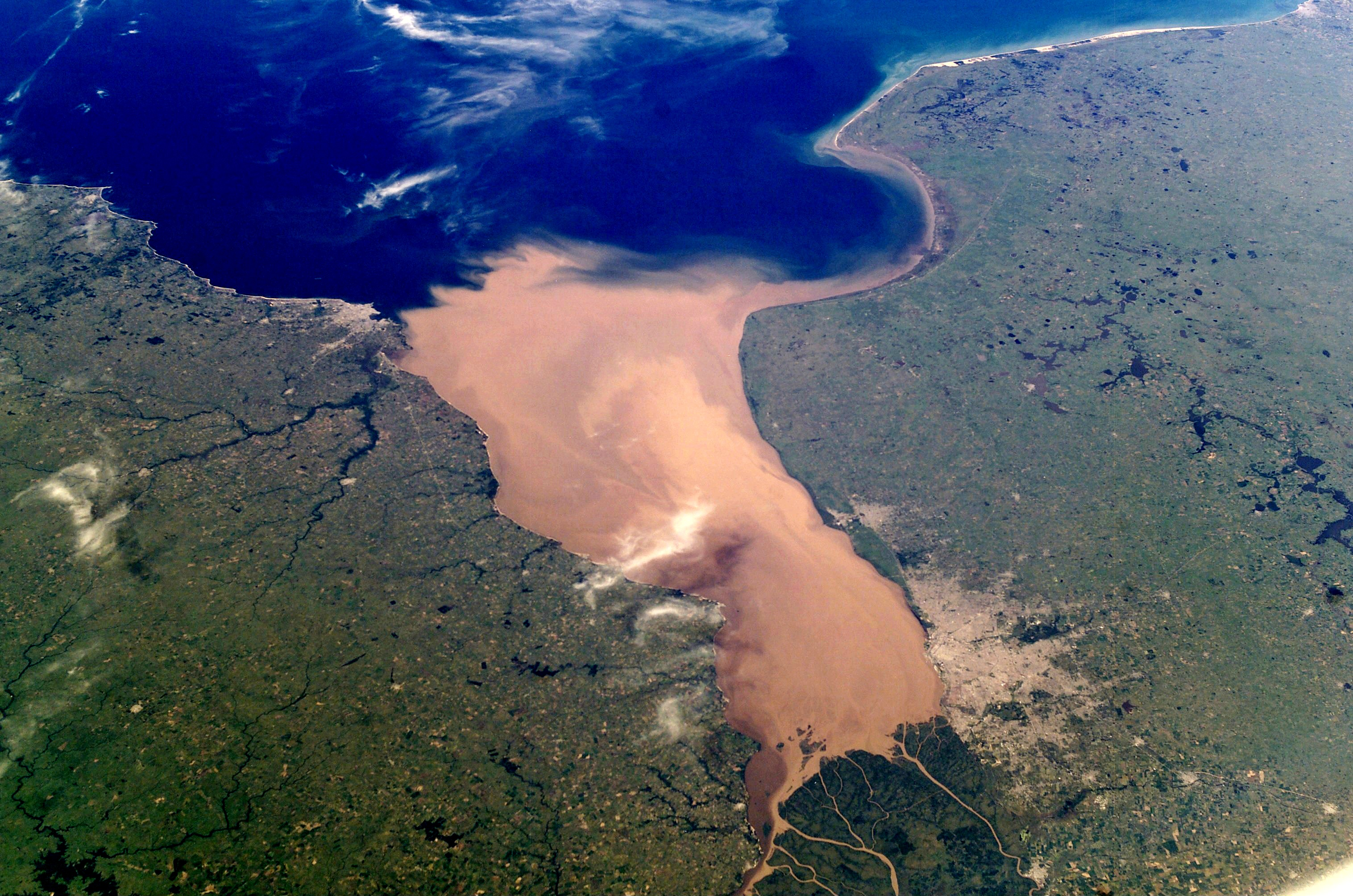
عکس ماهواره‌ای ناسا از ناحیه ریودولاپلاتا. بوئنوس آیرس در سمت راست قابل مشاهده‌است.

شهر دارای موزه‌ها، عمارات تاریخی، مراکز فروش، هتل‌ها و کاباره‌های سیار فراوانی است.

## حمل و نقل (ترابری)

### حمل و نقل عمومی
بیشتر ساکنان بوئنوس آیرس و حومه‌های آن از حمل و نقل عمومی استفاده می‌کنند. ابداع بوئنوس آیرسی‌ها نوعی وسیله نقلیه گروهی «کلکتیوو» است که نزد عموم ب نام «بوندی» خوانده می‌شود، اتوبوس کوچکی با شاسی یک کامیون و با ظرفیت۲۱تا۲۷ مسافر. کلکتیووهای متعدد و اتوبوس‌های بزرگ‌تر عمومی در هر ساعت در شهر تردد داشته و و در واقع دستیابی به تمام نواحی همسایه شهر را ممکن می‌سازند.
مترو بوئنوس آیرس (که از لحاظ محلی «ال سابته» از ریشه "" تراموا "" به مفهوم «زیر زمینی» گفته می‌شود) یک سیستم گسترده‌است که دسترسی به نقاط مختلف شهر را میسر می‌نماید. مترو شهر در سال ۱۹۱۳ افتتاح شد، و قدیمی‌ترین سیستم تراموا در نیم کره جنوبی و در جهان اسپانیولی زبان می‌باشد. ۲ این سیستم دارای ۵ خط از A تا E و km ۴۶ مسیر برای آنهاست. در برنامه توسعه، انتظار می‌رود تا سال ۲۰۱۱ به km ۸۹ افزایش یابد.

### خطوط حمل و نقل
بوئنوس آیرس تا حدی برای شهری با این اندازه خلوت به‌شمار می‌رود. بزرگراه‌های عوارضی در اواخر دهه ۱۹۷۰ توسط شهردار سابق اوسوالدو کاسیاتوره افتتاح گردید تا دسترسی سریع را به نواحی مرکزی و تجاری شهر مقدور ساخته و تعداد خودروهایی که به داخل شهر وارد می‌شوند، افزایش یابد. طی دوره کاسیاتوره، اعلام شد خیابان‌های بخش اقتصادی مرکز شهر (نزدیک به یک کیلومتر مربع) برای تردد اتومبیل‌های شخصی طی طول روز بدون محدودیت است. خیابان‌های اصلی شهر عبارت‌اند از خیابان نهم ژولای (خولیو) به پهنای m۱۴۰، خیابان ریواداویا با عرض بیش از m۳۵، ' خیابان ریواداویا: پهن‌ترین خیابان ثبت شده قابل مقایسه با دیگر خیابان‌ها و خیابان کورینتزاز مراکز فرهنگی مهم شهر.
در پی جهش اندک اقتصادی دهه ۱۹۹۰ اقتصاد آرژانتین، بیشتر مردم به سفر با اتومبیل پرداخته و ترافیک افزایش یافت. بیشتر خیابان‌ها در ساعات اوج دچار راه بندان شدند. منشأ دیگر ترافیک سفر بسیاری از مردم در پایان هفته‌ها به نواحی حومه می‌باشد.
تاکسی‌های سیاه و زرد در تمام ساعت در تمام خیابان‌ها پرسه می‌زنند. بسیاری از آن‌ها بدون مجوز می‌باشند (کنترل‌ها به‌طور کامل اعمال نمی‌شود) بنابراین به مشتریان توصیه شده برای سفر با یک شرکت معتبر با شبکه رادیوئی تماس گیرند. سرویس‌های ارزان قیمت کرایه‌ای کند که با نام «حلزونها» شناخته می‌شوند، در سال‌های اخیر بیشتر رایج شده‌اند.

## حمل و نقل ریلی
شبکه گسترده راه‌آهن آرژانتین کل بوئنوس آیرس را پوشش می‌دهد. سه ایستگاه اصلی برای سرویس‌های مسافرتی با مسافت طولانی و نیز قطارهای متوالی روزانه عبارت‌اند از
ایستگاه رتیرو، ایستگاه کانستیتوسیون، و ایستگاه وانس.
پروژه‌ای برای احداث راه‌آهن سریع‌السیر بوئنوس آیرس-روزاریو-کوردوبا در دست اقدام است که سه شهر پرجمعیت آرژانتین را به هم متصل سازد. مناقصه‌ها در اواسط سال ۲۰۰۶ انجام گرفت، و پیشنهادهایی از سوی چهار شرکت اروپایی عرضه شد که تحت مطالعه قرار دارد. احداث آن برای آغاز سال ۲۰۰۷ برنامه‌ریزی شده و تا ۲۰۱۰ پایان خواهد یافت.

## مترو
متروی بوئنوس آیرس در سال ۱۹۱۳ تأسیس شده و هم‌اکنون دارای ۶ خط و ۸۳ ایستگاه می‌باشد.

## فرودگاه‌ها

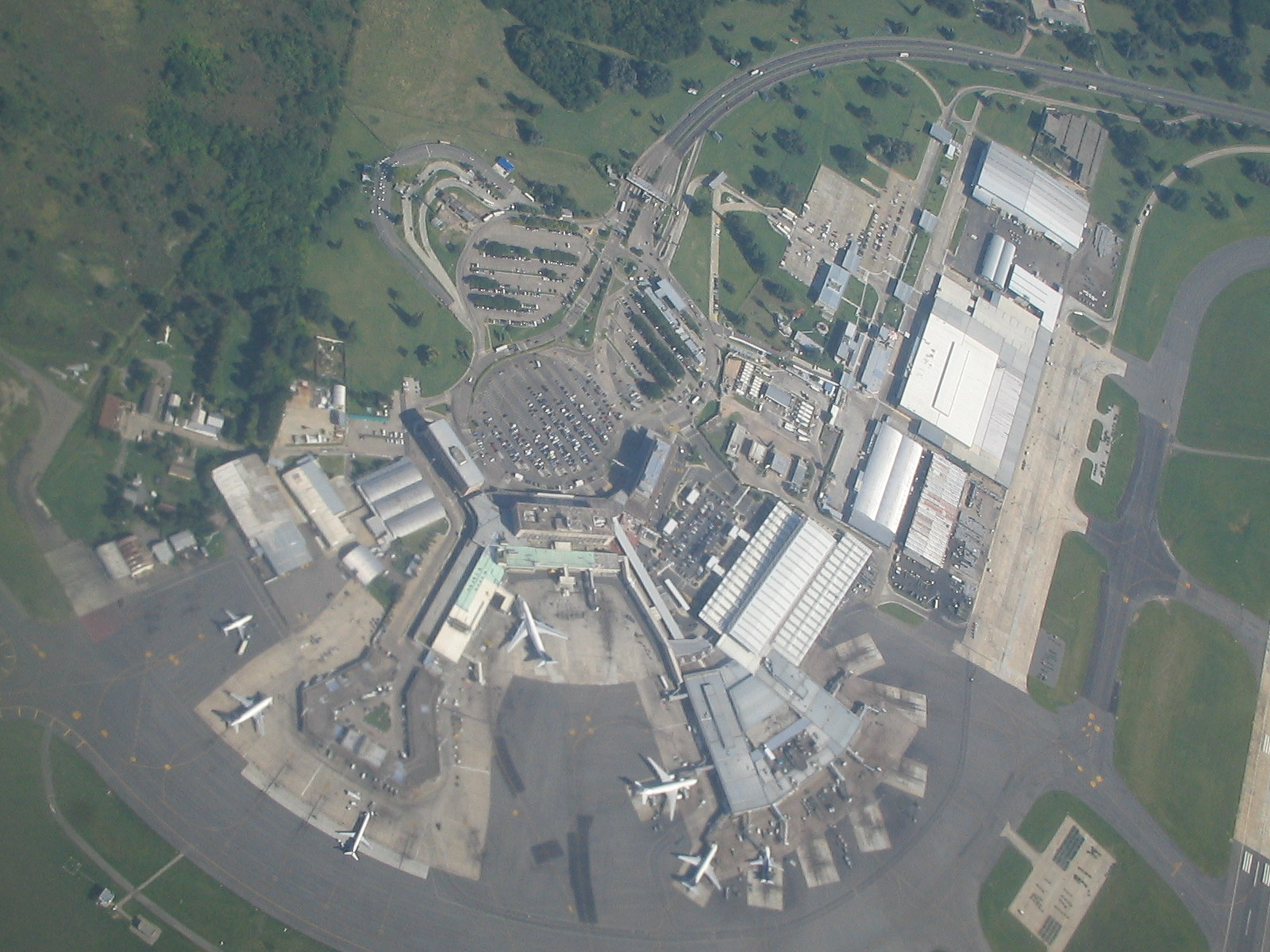
فرودگاه بین‌المللی بوئنوس آیرس (ازیزا)

فرودگاه بین‌المللی بوئنوس آیرس، یا فرودگاه بین‌المللی وزارت راه و ترابری، درحومه ناحیه ازیزا واقع شده و اغلب صرفاً آن را «ازیزا» می‌نامند. فرودگاه پایگاه هوایی خورخه نیوبری در داخل محدوده شهر نزدیک رودخانه قرار داشته، و بیشتر ترافیک داخلی دارد.

## ورزش‌ها

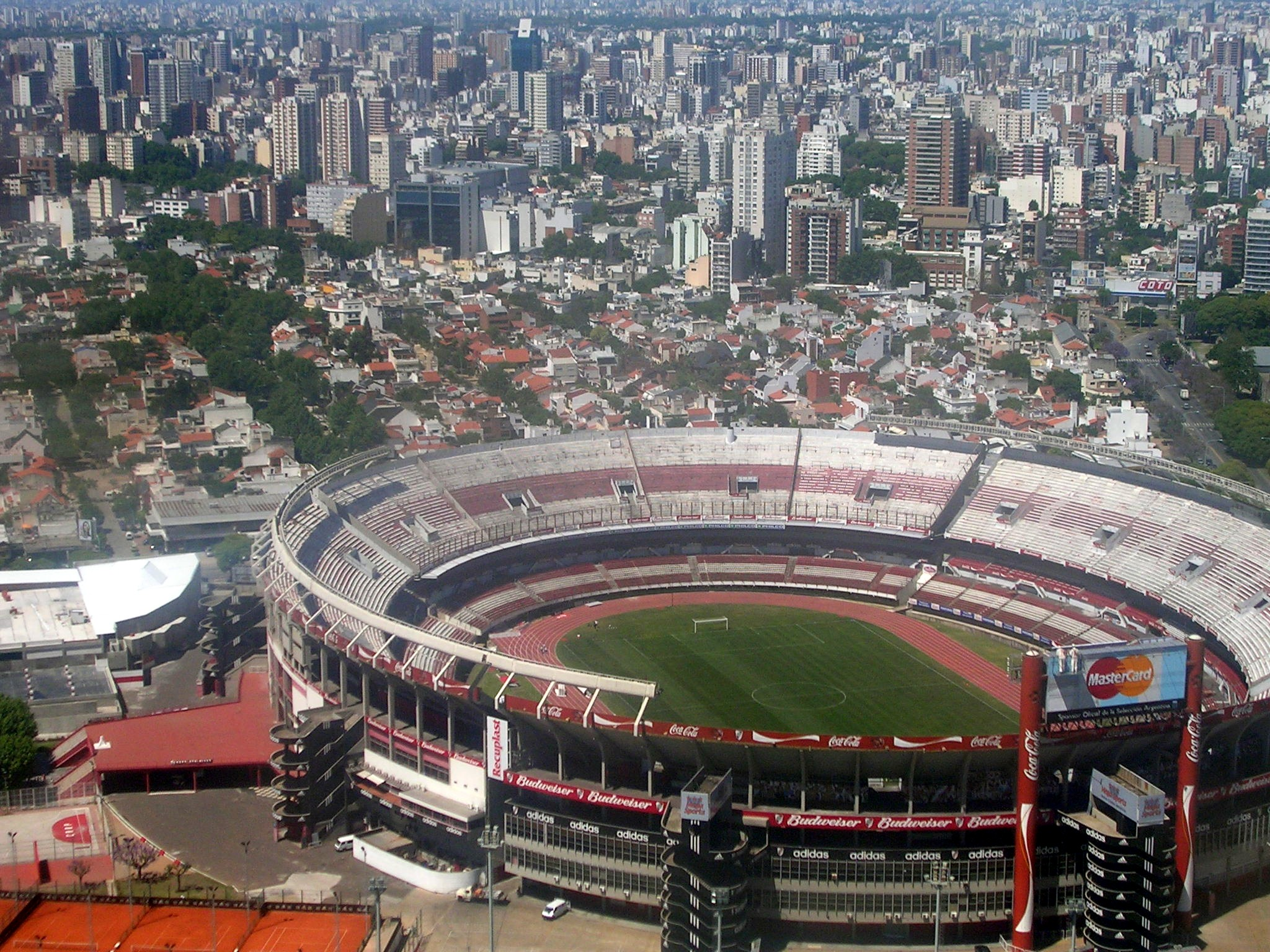
استادیوم مونومنتال ریور پلات در عکسی که از هواپیمای Aerolíneas Argentinas در سال 2005 گرفته شده است.

فوتبال یک سرگرمی برای آرژانتینی‌ها است. بوئنوس آیرس دارای بزرگ‌ترین مرکزیت تیم‌های فوتبال نسبت به هر شهری در جهان می‌باشد، که دارای بسیاری از تیم‌هایی می‌باشد که در لیگ‌های جهانی بازی می‌نمایند. یکی از رقابت بسیار معروف بین بوکاجونیورز و ریورپلات و یک مسابقه نیز بین دو تیمی است که دارای شرایطی هستند که از نظر روزنامه «آبزرور» «وقایع ورزشی سری ۱ ° N هستند که باید پیش از مرگ آن‌ها را دید». دیگر باشگاه‌های اصلی عبارت‌اند از سان لورنزو دی آمایرو، باشگاه اتلتیکو ویلز سارسفیلد و باشگاه اتلتیکو هوراکن از پارکو پاتریسو.
دیگو آرماندو ماردونا، که در حومه فقیرنشین بوئنوس آیرس متولد شده و تاکنون به عنوان یکی از بزرگ‌ترین فوتبالیستهای جهان مورد تمجید قرار گرفته، دوره کاری خود را از تیم جونیورز آرژانتینوس آغاز نمود و سپس در بوکاجونیورز به بازی پرداخت (همچنین او در باشگاه‌های دیگری که عمدتاً طرف ایتالیایی هستند بازی نمود همچون اس اس سی ناپل).
بوئنوس آیرس در سه نوبت به عنوان شهر نامزد برگزاری بازیهای المپیک برگزیده شده‌است: برای بازی‌های ۱۹۵۶ که به دلیل رأی مخالف ملبورن آن را از دست داد؛ برای بازی‌های المپیک ۱۹۶۸ که که نهایتاً در مکزیکوسیتی برگزار شد (برای اولین بار تنها بازیهایی بود که در آمریکای لاتین برگزارشد)؛ و المپیک تابستانی ۲۰۰۴ که میزبانی بازی‌ها به آتنی‌ها واگذارشد، آرژانتین تنها عضو کمیته بین‌المللی المپیک است که تاکنون میزبان هیچ بازی نبوده‌است.
اما، بوئنوس آیرس برای اولین بار میزبان بازی‌های اتحادیه آمریکا سال ۱۹۵۱ بوده‌است، و همچنین شهر میزبان برای رویدادهای متعدد قهرمانی جهان: ۱۹۵۰ و ۱۹۹۰ مسابقات قهرمانی بسکتبال جهان، سال‌های ۱۹۸۲ و ۲۰۰۲ والیبال قهرمانی جهانی| مسابقات قهرمانی والیبال مردان جهان و به یادماندنی‌ترین آن‌ها جام جهانی فوتبال در سال ۱۹۷۸ بود که تیم ملی فوتبال آرژانتین در ۲۵ ژوئن ۱۹۷۸، تیم ملی فوتبال هلند را با نتیجه ۳ بر ۱ شکست داد.
پیست اتومبیلرانی اسکار آلفردو گالوز| اسکار گالوز میزبان ۲۰ نسخه از اتومبیل‌های فرمول ۱ در مسابقه جایزه بزرگ بین سال‌های ۱۹۵۳ و ۱۹۹۸ بوده‌است؛ علت عدم پیوستگی برگزاری مسابقه در آن به دلایل مالی بوده‌است. بیشتر در اواخر هفته این پیست پذیرای مسابقات محلی می‌باشد.
خوآن مانوئل فانگیو به عنوان یکی از بزرگ‌ترین شخصیت‌های تاریخ مسابقه جایزه بزرگ محسوب می‌شود. دیگر رانندگان ماهر آرژانتین عبارت‌اند از خوزه فرویلان گنزالس و کارلوس روتمن.
عشق آرژانتینی‌ها به اسب‌ها را می‌توان به اشکال مختلف تجربه نمود: سوارکاری در «باشگاه سوارکاری آرژانتین در پالرمو بوئنوس آیرس| پالرمو»، ورزش چوگان در «کمپ آرژانتینی چوگان بازی» (که درست در تقاطع خیابان لبرتادور با پیست سوارکاری" قرار دارد)، و ورزش پاتو، که نوعی بسکتبال بر پشت اسب می‌باشد که به عنوان بازی ملی این کشور در سال ۱۹۵۳ در آن انجام می‌شود.
گیلرمو ویلاس اهل بوئنوس آیرس (که در ماردل پلاتا بزرگ شده‌است) یکی از تنیس بازان بزرگ دهه‌های ۱۹۷۰و ۱۹۸۰ بود، و تنیس را در میان تمام آرژانتینی‌ها رواج داد.
دیگر ورزش‌های رایج در بوئنوس آیرس، گلف، بسکتبال، راگبی ۱۵نفره، و هاکی میدانی هستند.

## اینترنت
سرویس‌دهنده‌های اینترنت در بوئنوس آیرس ارتباطات از طریق شماره‌گیر تلفن، کابلی، و به وسیله ماهواره خط اشتراک نامتقارن دیجیتال ADSL را با اینترنت برقرار می‌کند. کاربران حومه پیوست، خط اشتراک ADSL با سرعت‌های پایین‌تر را تجربه نموده‌اند، اما وضعیت آن‌ها به‌طور مستمر در اثر سرمایه‌گذاری در امکانات تازه‌ای که در دست اقدام بوده، بهبود خواهد یافت.

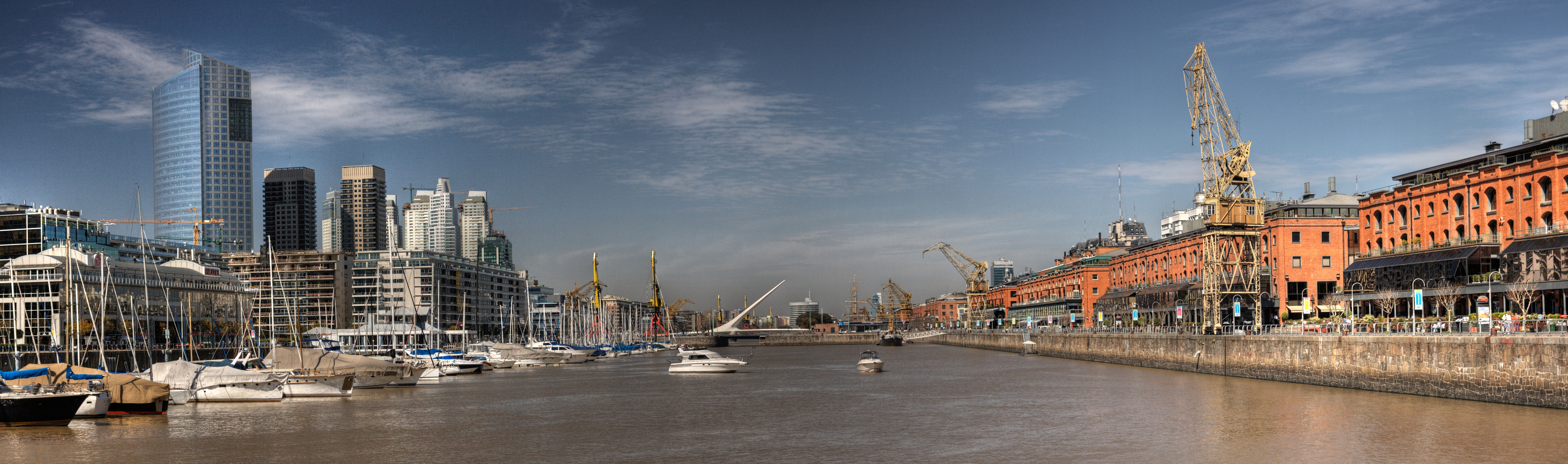

## روزنامه‌ها
| - Buenos Aires Herald (انگلیسی) - Clarín (اسپانیایی ) - La Nación (اسپانیایی ) - Página ۱۲ (اسپانیایی ) | - Perfil (اسپانیایی ) - Infobae (اسپانیایی ) - Edición Nacional(اسپانیایی ) - La Prensa (اسپانیایی ) |  |